# コミュニティー京成
株式会社コミュニティー京成（コミュニティーけいせい）は、千葉県八千代市に本社を置き、京成電鉄・北総鉄道などの各駅構内でコンビニやカフェなどを運営する京成グループの企業。

## 沿革
- 1999年 - 京成グループ内で新規事業を担う会社として設立[2]、コンビニエンスストア「am/pm」、カフェ&バー「プロント」のフランチャイズ経営を開始[2]
- 2000年 - スーパー銭湯「笑がおの湯」の営業を開始[2]
- 2010年4月21日 - 株式会社ファミリーマートと包括業務提携を締結し、am/pmをファミリーマートに順次転換[3]
- 2014年
  - 京成グループ内で駅売店事業を譲受[2]
  - 2月26日 - 株式会社ファミリーマートと「駅ナカ売店に関する覚書」を締結し、京成の駅売店「MiNi SHOP」をファミリーマートに順次転換[4]
- 2020年 - コインランドリー「洗濯くん」の営業を開始[2]
- 2021年 - ベーカリー「リトルマーメイド」のフランチャイズ経営を開始[2]

## 展開事業

### フランチャイズ
- ファミリーマート（コンビニエンスストア） - 京成線の駅構内を中心に京成グループエリアにて60店舗を運営[5]、日暮里・舎人ライナー（舎人ライナー日暮里駅店[6]）やつくばエクスプレス（流山セントラルパーク駅前店）などの他路線の駅構内にも展開
- プロント（カフェ&バー） - 京成幕張本郷駅店、京成金町駅店、ららテラスTOKYO-BAY店、海浜幕張店の4店舗を運営[5]
- リトルマーメイド（ベーカリー） - 千葉中央駅店（Mio〈ミーオ〉内）、堀切菖蒲園駅店、梅島駅前店の3店舗を運営[5]

### 直営
- 笑がおの湯（スーパー銭湯） - 松戸矢切店を運営[5]
- 洗濯くん（コインランドリー）[5]